# Deutsches Tanzfilminstitut Bremen
Das Deutsche Tanzfilminstitut Bremen ist ein nationales Archiv zur Sammlung, Aufbereitung und Produktion von audiovisuellen Tanzdokumenten in Bremen.
Es wurde 1988 neben anderen von Heide-Marie Härtel als Nonprofit-Organisation gegründet und unterstützt durch die Bereitstellung der gesammelten Materialien die Arbeit von Choreografen, Tanzkompanien, Theatern, Fachjournalisten, Tanzwissenschaftlern und Fernsehanstalten und hilft bei der Produktion und Restauration von Tanzvideos und Filmen.
Mittels einer eigens entwickelten Datenbank können Nutzer Informationen über das archivierte Material abfragen. Das Archiv, dessen Bestände laufend erweitert und aktualisiert werden, umfasst zurzeit über 40.000 Videobänder und digitale Filmformate.
Das Institut erstellt eigene Videoproduktionen, entwickelt Veranstaltungs- und Vortragsreihen wie den „Tanz-Salon“ und kooperiert projektbezogen mit anderen Kultureinrichtungen.
Videoaufzeichnungen und Schnitt erfolgen im Fernsehstandard (Betacam SP, analoger und nonlinearer Schnitt / HD-Qualität).